# Saint-Martin-du-Limet
Saint-Martin-du-Limet es una población y comuna francesa, en la región de Países del Loira, departamento de Mayenne, en el distrito de Château-Gontier y cantón de Craon.

## Demografía
| 457 | 435 | 430 | 415 | 469 | 493 |
| Para los censos de 1962 a 1999 la población legal corresponde a la población sin duplicidades (Fuente: INSEE [Consultar]) |     |     |     |     |     |